# Uerzlikon
Uerzlikon ist eine Ortschaft der politischen Gemeinde Kappel am Albis im Bezirk Affoltern ("Knonauer Amt", pop. "Söiliamt")  im Kanton Zürich in der Schweiz. Sein Mundartname: Üürzlike.

Luftbild (1953)

Uerzlikon liegt zwischen Rossau, Hauptikon und Kappel am Albis. Uerzlikon gehörte einst als Hofsiedlung zum Kloster Kappel. In der Ortschaft wurde als ältester archäologischer Fund ein Dolch aus der Bronzezeit gefunden.

## Verkehr
Uerzlikon ist mit drei Bushaltestellen ausgestattet. Eine ist an der Postautolinie 232 (Mettmenstetten – Uerzlikon – Hauptikon – Mettmenstetten) angeschlossen. Sie fährt immer werktags bis 21:00 Uhr. Die anderen beiden werden von der Postautolinie 280 (Hausen ZH – Blickensdorf – Baar ZG) bedient. Diese fährt täglich.

## Wappen
Blasonierung
In Rot auf grünem Dreiberg aufgerichteter rot bezungter silberner Steinbock.